# Адельштейн, Пол
Пол Адельштейн (Эйдельштейн, англ. Paul Adelstein; род. 29 апреля 1969) — американский актёр, наиболее известный по ролям в сериалах «Побег» и «Частная практика».

## Жизнь и карьера
Родился в Чикаго в реформистской еврейской семье. Окончил Колледж Боудона с учёной степенью по английскому языку. Свою карьеру начал в театре. Его кинодебют состоялся в драме 1990 года «Кидалы», после чего он снимался также в ряде сериалов, таких как «Скорая помощь», «Без следа» и «Клиника». Наиболее заметные фильмы с его участием — «Ослеплённый желаниями» (2000), «Невыносимая жестокость» (2003), «Мемуары гейши» (2005) и «Будь круче!» (2005).
Адельштейн наиболее известен по роли Пола Келлермана в телесериале «Побег», транслировавшемся с 2005 по 2009 год. Примечателен тот факт, что изначально он пробовался на роль Линкольна Барроуза. С 2007 по 2013 год он снимался в сериале Шонды Раймс «Частная практика». После Раймс взяла его в третий сезон своего сериала «Скандал».
Кроме того, певец-композитор-гитарист, Адельштейн всегда играл в группах и в настоящее время играет в группе Doris, которая записала компакт-диск и выступает в Лос-Анджелесе.
С 2006 по 2016 год Адельштейн был женат на актрисе Лайзе Вайль. Пара имеет дочь.

## Частичная фильмография
| Год       |   | Русское название                    | Оригинальное название             | Роль                                 |
| --------- | - | ----------------------------------- | --------------------------------- | ------------------------------------ |
| 1990      | ф | Кидалы                              | The Grifters                      | матрос                               |
| 1999      | с | Скорая помощь                       | ER                                | Хэнк Ломан                           |
| 2000      | ф | Ослеплённый желаниями               | Bedazzled                         | Боб, Роберто, пляжный атлет, Боб Боб |
| 2003      | с | Закон и порядок: Специальный корпус | Law & Order: Special Victims Unit | Стивен Келлерман                     |
| 2003      | ф | Невыносимая жестокость              | Intolerable Cruelty               | Ригли                                |
| 2003      | с | Без следа                           | Without a Trace                   | Дейв                                 |
| 2005      | ф | Мемуары гейши                       | Memoirs of a Geisha               | лейтенант Хатчинс                    |
| 2005—2009 | с | Побег                               | Prison Break                      | Пол Келлерман                        |
| 2006      | с | Клиника                             | Scrubs                            | доктор Стоун                         |
| 2007—2013 | с | Частная практика                    | Private Practice                  | Купер Фридман                        |
| 2013—2014 | с | Скандал                             | Scandal                           | Лео Берген                           |
| 2014—2015 | с | Руководство подруг к разводу        | Girlfriends' Guide to Divorce     | Джейк                                |
| 2014      | ф | В начало                            | Return to Zero                    | Аарон Роял                           |
| 2017      | с | Побег: Продолжение                  | Prison Break: Sequel              | Пол Келлерман                        |
| 2013      | с | Бруклин 9-9                         | Brooklyn Nine-Nine                | Seamus Murphy (guest star)           |
| 2016      | с | Шанс                                | Chance                            | Рэймонд Блэкстоун                    |
| 2022      | ф | Меню                                | The Menu                          | Тед                                  |